# Qvarnstensgruvan Minnesfjället

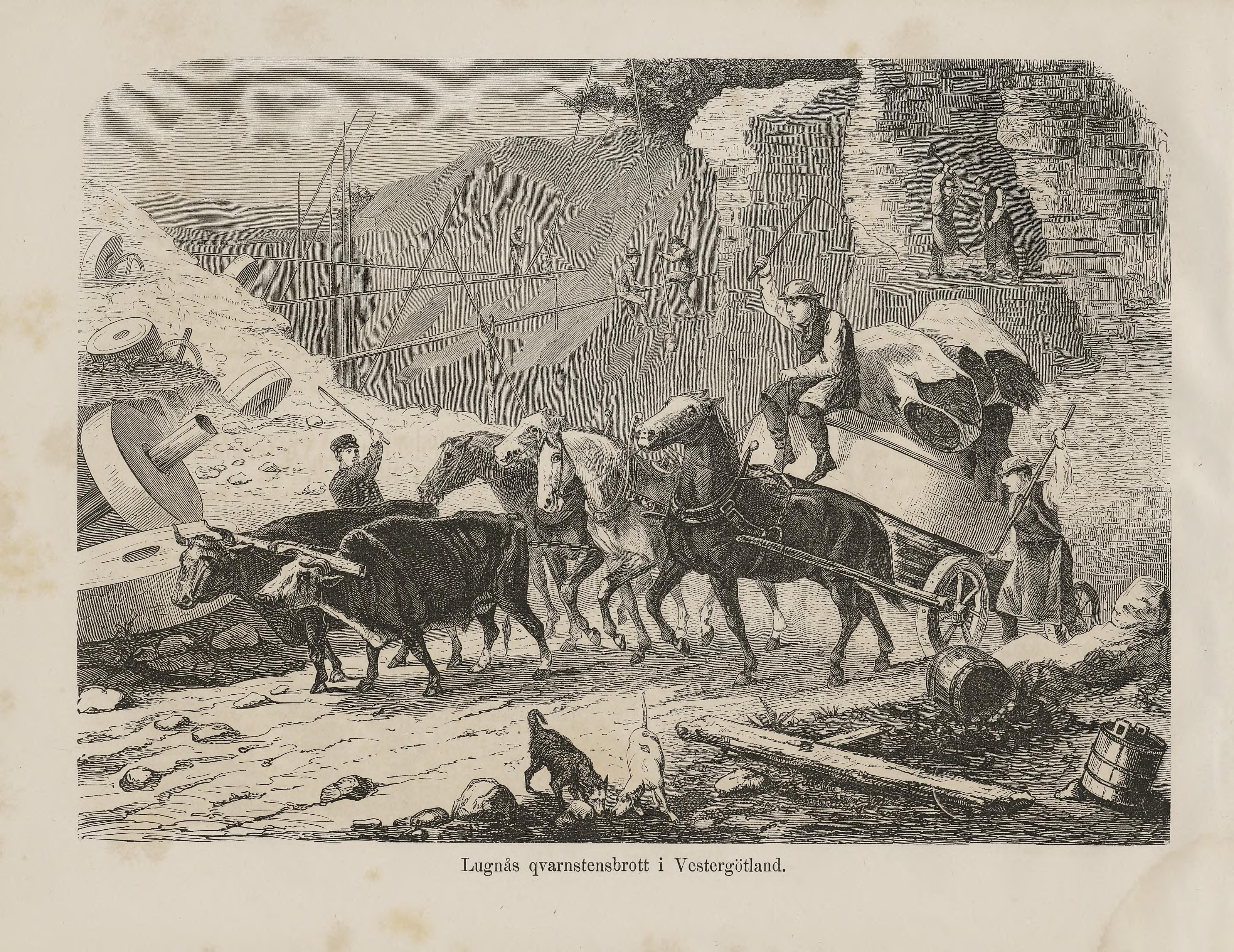
"Lugnås qvarnstensbrott i Vestergötland", illustration från Nordiska taflor (Albert Bonnier, 1870)

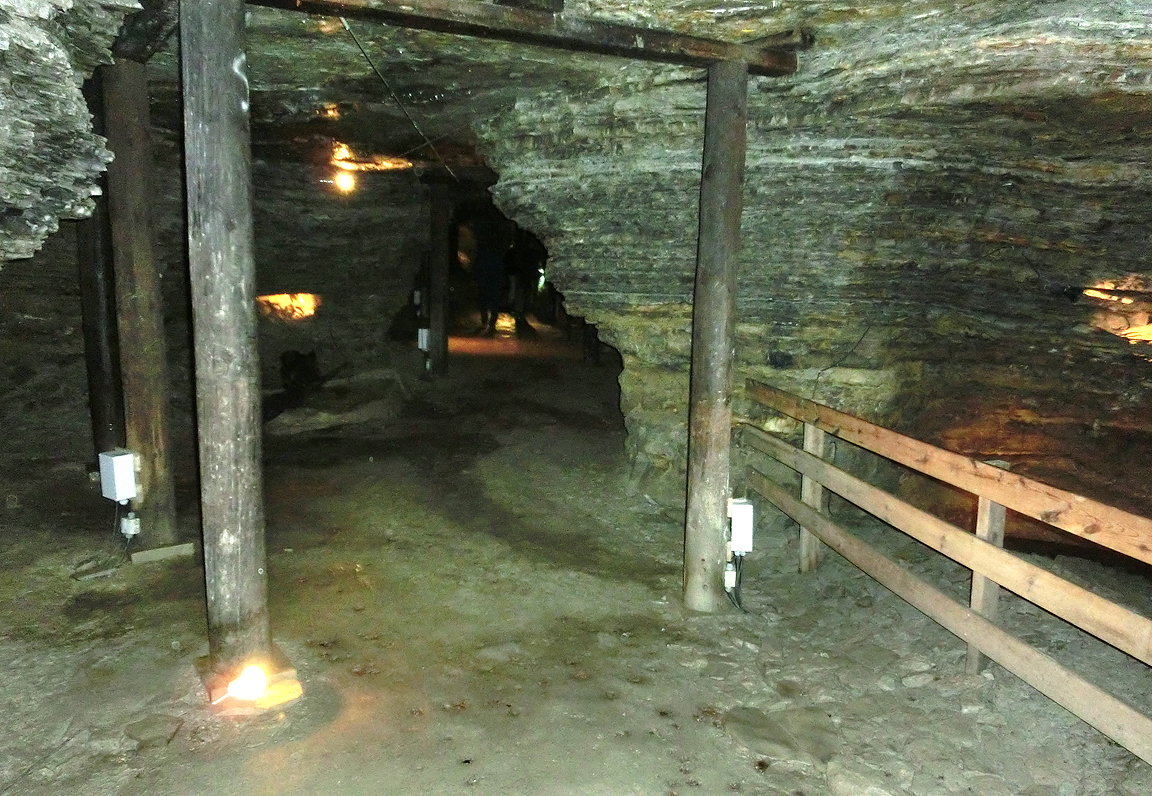
Nere i Qvarnstensgruvan.

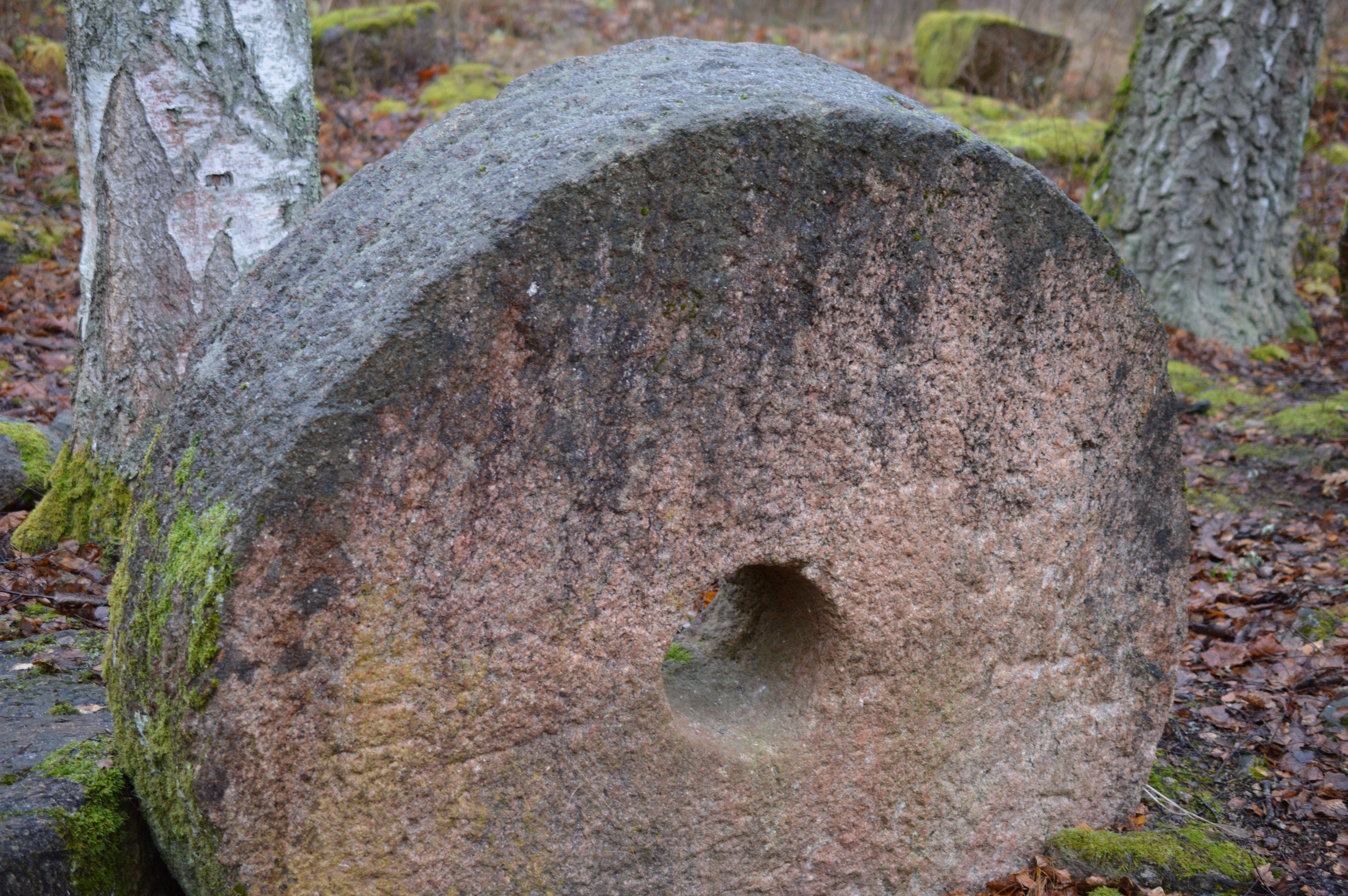
Kvarnsten utanför gruvan.

Qvarnstensgruvan Minnesfjället är en gruva i Lugnåsberget i Lugnås socken i Västergötland där tidigare gnejs bröts till kvarnstenar. Den är numera en visningsgruva. 
Kvarnsten började brytas i Lugnås på 1100-talet, och brytningen fortsatte fram till cirka 1915, då kvarnstenar i gnejs förlorade sin konkurrenskraft mot kvarnstenar i betong.   
År 1933, öppnades gruvan för besökare. År 2012 utsågs den till Årets arbetslivsmuseum och samma år fick Qvarnstensgruvan Minnesfjället utmärkelsen Geologiskt arv, som delas ut av Sveriges geologiska undersökning.